# Bezirksgericht für Handelssachen Wien

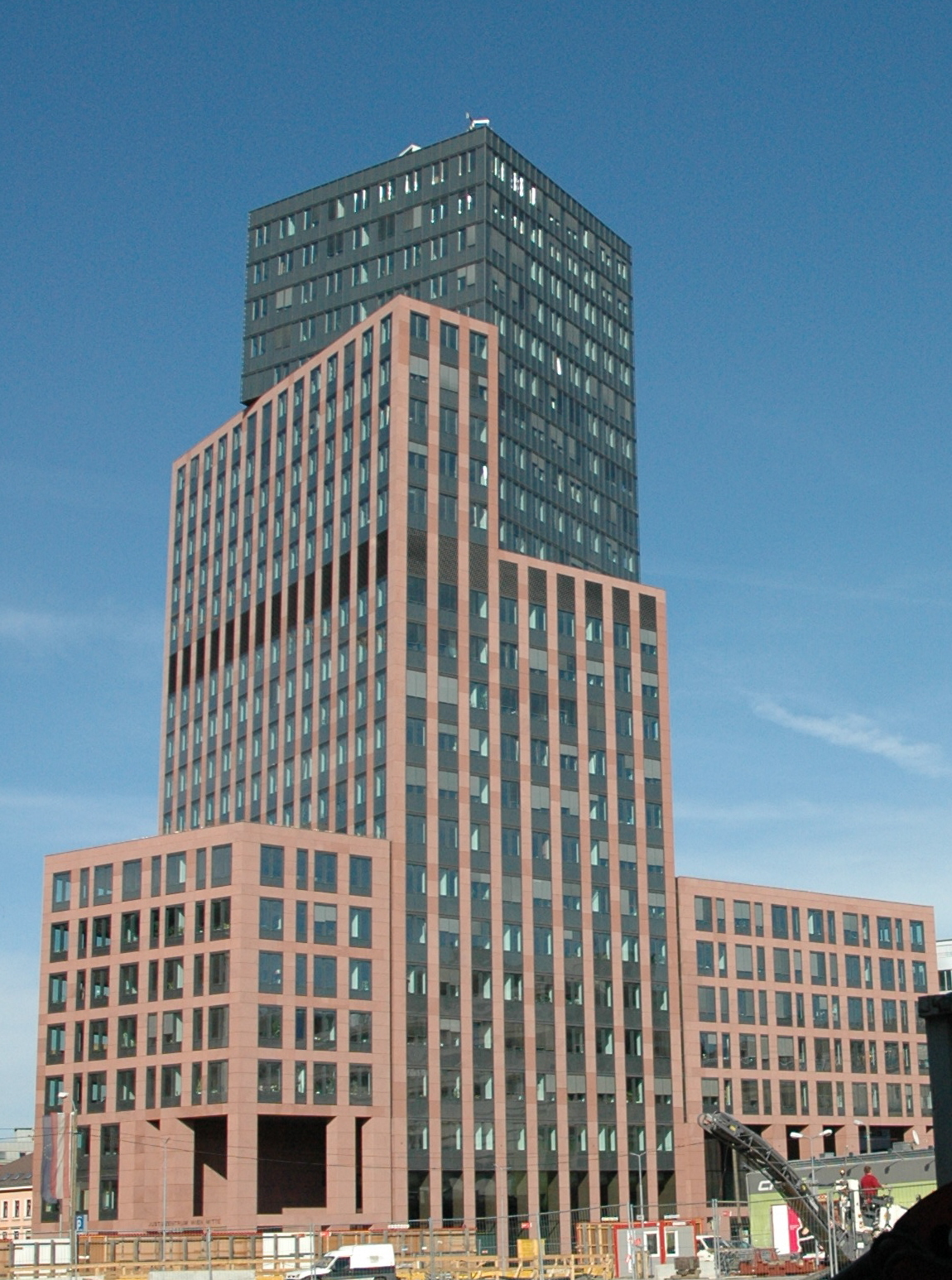
Justizzentrum Wien-Mitte, Sitz des Bezirksgerichtes für Handelssachen Wien

Das Bezirksgericht für Handelssachen Wien ist ein österreichisches Bezirksgericht mit Sitz im Justizzentrum Wien-Mitte im Wiener Gemeindebezirk Landstraße. Gerichtsträger ist der Bund. Das Gericht wurde per 1. Oktober 1873 als Bagatellgericht für Handelssachen eingerichtet und ist entsprechend der Bezeichnung ausschließlich für Handelssachen gemäß § 52 Jurisdiktionsnorm (JN) zuständig.

## Zuständigkeit

### Sachliche Zuständigkeit
Sachlich zuständig ist das Bezirksgericht für die nachstehend aufgelisteten Sachen, sofern der Streitwert nicht größer als 15.000 Euro ist:
- Streitigkeiten aus unternehmensbezogenen Geschäften, wenn die Klage gegen einen im Firmenbuch eingetragenen Unternehmer gerichtet ist und das Geschäft auf Seiten des Beklagten ein unternehmensbezogenes Geschäft ist;
- Streitigkeiten, die aus den Berufsgeschäften von Handelsmaklern (Sensalen), Wägern, Messern und anderen Personen, die zur Vornahme und Bestätigung solcher Geschäfte im Geschäftsverkehr bestellt sind, entstehen, wenn diese Streitigkeiten zwischen ihnen und ihren Auftraggebern geführt werden;
- Streitigkeiten aus den Rechtsverhältnissen der Unternehmer mit ihren Prokuristen, Handlungsbevollmächtigten und Handlungsgehilfen, ferner aus den Rechtsverhältnissen aller dieser Personen zu Dritten, denen sie sich im Unternehmen des Arbeitgebers verantwortlich gemacht haben, und aus den Rechtsverhältnissen zwischen Dritten und solchen Personen, die wegen mangelnder Prokura oder Handlungsvollmacht haften, sofern es sich nicht um eine Arbeitsrechtssache handelt;
- Streitigkeiten aus der Veräußerung eines Unternehmens zwischen den Vertragsteilen;
- Streitigkeiten über das Recht der Verwendung einer Firma und die sich aus diesem Recht ergebenden Streitigkeiten;
- Streitigkeiten aus dem Rechtsverhältnis zwischen den Mitgliedern einer Handelsgesellschaft oder zwischen dieser und ihren Mitgliedern, zwischen den Mitgliedern der Verwaltung und den Liquidatoren der Gesellschaft und der Gesellschaft oder deren Mitgliedern, zwischen dem stillen Gesellschafter und dem Inhaber des Unternehmens, zwischen den Teilnehmern einer Vereinigung zu einzelnen unternehmensbezogenen Geschäften für gemeinschaftliche Rechnung sowie Streitigkeiten aus Rechtsverhältnissen aller dieser Personen zu Dritten, denen sie sich in dieser Eigenschaft verantwortlich gemacht haben, und zwar in allen diesen Fällen sowohl während des Bestandes als auch nach der Auflösung des gesellschaftlichen Verhältnisses, sofern es sich nicht um eine Arbeitsrechtssache handelt;
- sonstige Streitigkeiten nach dem Aktiengesetz und dem Gesetz über Gesellschaften mit beschränkter Haftung;
- Streitigkeiten aus Wechselgeschäften und aus scheckrechtlichen Rückgriffsansprüchen;
- Streitigkeiten nach dem Produkthaftungsgesetz;
- Streitigkeiten nach dem § 1330 ABGB wegen einer Veröffentlichung in einem Medium (§ 1 Abs. 1 Z 1 Mediengesetz).

Diese Zuständigkeit ergibt sich aus den §§ 51 und 52 JN.

### Örtliche Zuständigkeit
Das Bezirksgericht für Handelssachen Wien ist für das gesamte Wiener Gemeindegebiet zuständig (vgl. § 3 Bezirksgerichts-Organisationsgesetz für Wien).

## Instanzenzug und Aufsicht
Der Instanzenzug gegen Entscheidungen des Bezirksgerichtes für Handelssachen Wien geht über das Handelsgericht Wien an den Obersten Gerichtshof. Die Aufsicht im Rahmen der Justizverwaltung übt das Oberlandesgericht Wien aus.